# Daevid Allen
Pour les articles homonymes, voir Allen.
 (août 2014).
Si vous disposez d'ouvrages ou d'articles de référence ou si vous connaissez des sites web de qualité traitant du thème abordé ici, merci de compléter l'article en donnant les références utiles à sa vérifiabilité et en les liant à la section « Notes et références ».
Christopher David Allen, né à Melbourne le 13 janvier 1938 et mort le 13 mars 2015, est un guitariste et chanteur australien surtout connu pour avoir été un des membres fondateurs de Soft Machine et le leader de Gong.

## Biographie
Christopher David Allen modifie son prénom pour devenir Daevid Allen, poète et guitariste. À vingt-deux ans, il s'installe en Angleterre, à la Wellington House non loin de Canterbury : « J'avais mis de l'argent de côté, suffisamment pour tenir un an en Europe. Je voulais expérimenter une forme de free jazz dans le style d'Ornette Coleman. »

### Soft Machine
Il se lie d'amitié avec le fils de sa logeuse, le batteur Robert Wyatt qui participe à son premier groupe, le Daevid Allen Trio, avec le bassiste Hugh Hopper. Cette formation ne dure pas, mais d'elle va éclore Soft Machine, Allen à la guitare et Wyatt à la batterie et au chant, forment le groupe en 1966 avec Mike Ratledge aux claviers et Kevin Ayers à la basse et au chant. Ils sont l'un des premiers groupes à mêler le rock, le jazz et l'improvisation. Après une tournée en France en 1967, où le groupe fait fureur sur la Côte d’Azur, Daevid Allen, citoyen australien, n'obtient pas la permission de rentrer en Angleterre avec ses collègues. Il profite de ce séjour en France pour collaborer avec Marc Blanc (batteur chanteur) et Patrick Fontaine (bassiste) à la formation du groupe Banana Moon Band ; ils forment le groupe Ame Son après son départ pour fonder Gong. Il a passé à peine un an avec Soft Machine, mais l'ombre du groupe le suit encore partout et l'homme ne s'en plaint pas : « Robert Wyatt est un génie, et les années 60, c'était une époque formidable ! »
Le seul enregistrement auquel il participe avec Soft Machine est une démo, rééditée ultérieurement sous diverses formes sous le titre Jet-propelled Photographs. Il a été revisité récemment par Allen :
« Je l'ai complètement réenregistré pour Cuneiform Records en 2004 avec mon groupe University of Errors, et beaucoup préfèrent la nouvelle version... Évidemment, il ne s'agit pas d'une copie conforme : Je crois en l'évolution de la musique. Elle est peut-être plus circulaire que hiérarchique. J'ai personnellement évolué dans mille directions différentes, d'une manière multidimensionnelle plutôt que séquentielle. »
En 1968 après les événements de mai auquel il participe, il lui est suggéré par les autorités françaises de quitter la France. Il s'installe quelque temps à Majorque avec sa compagne Gilli Smyth et leur fils Orlando Monday, tout juste né, dans un collectif hippie installé dans le village de Deià.

### Le Gong
De retour en France, Allen reprend pied avec son nouveau groupe Gong, un groupe à géométrie variable autour de sa compagne Gilly Smith (chant, rires et soupirs), Didier Malherbe (saxophone et flûtes), Christian Tritsch (basse) et de Pip Pyle (batterie), qui va être un creuset d'influences multiples concentrées dans ce que l'on appellera le space rock, et qui donnera naissance à une nuée d'incarnations. Daevid Allen est, en soi, un drôle d'ovni dans le paysage musical. Le projet de Gong s'est métamorphosé de nombreuses fois, et Allen ne rate pas une occasion de faire évoluer sa créature.
En 1971, il enregistre Bananamoon, sorte de manifeste psychédélique. Au château d'Hérouville, il participe à l'album Obsolete de Dashiel Hedayat, mais se concentre sur Gong, avec le très réjouissant Camembert Electrique. Vont suivre les albums de la trilogie  Flying Tea Pot, Angel’s Egg et You. Le guitariste Steve Hillage et le percussionniste Pierre Moerlen rejoignent le groupe auquel ils apportent un nouveau souffle.
En avril 1975, Daevid et Gilly quittent Gong.

### L'après-Gong
En 1976, Euterpe (appelés parfois les Catalunatiques) est le premier des nombreux groupes avec lesquels Daevid joue après l'expérience Gong. Ce groupe de musiciens espagnols est composé de Pepe Milan (Mandoline, « charango », guitare acoustique, jeu de cloches), Toni Pascual (synthétiseur Moog, cordes, claviers et guitare), Toni Ares (contrebasse), Toni Tree Fernandez (guitares), Gilli Smyth (chuchotement spatial, langues), tandis que Daevid intervient au chant, guitare glissando et guitare solo. Il s'ensuit le disque Good Morning très harmonieux et relaxant où interviennent sur un seul morceau Mike Howlett et Pierre Moerlen.
Daevid passe à Déia, Majorque, en 1978, il aide sur place le groupe Can am des puig à réaliser leur album Book of Am. Il part pour New York, rencontre le bassiste et producteur Bill Laswell, le batteur Fred Maher, et forme avec eux le "New York Gong", dont un disque sort en 1979, About Time. Allen travaille aussi, seul, avec des rythmiques pré-enregistrées, parcourt les États-Unis, et trouve des engagements au jour le jour. En 1981, il rentre en Australie, pour une « retraite » de plusieurs années : 
J’ai étudié les enseignements de la Tibetan Mystery School. Je me suis éloigné de la musique, je jouais parfois en solo, ou selon les rencontres. Pour m'en sortir, je faisais de petits boulots à côté.
Dans les années 1990, Allen enregistre plusieurs albums avec les moyens du bord.
« En 2001, j'ai rencontré un journaliste par hasard au supermarché, et il m'a fait l'éloge du groupe japonais Acid Mothers Temple. Quelques jours plus tard, au Royal Albert Hall, Gong partageait l'affiche avec AMT, et j'ai pu rencontrer le guitariste Kawabata Makoto ; en les entendant, j'ai immédiatement ressenti une vibe qui me rappelait le vieux Soft Machine. » L'affaire est devenue Acid Mothers Gong, dont deux disques sont parus jusqu'à maintenant chez Voiceprint. « C'est la version la plus cutting edge de la tribu Gong. » N'allez cependant pas attendre d'extraits de Camembert Électrique ou de Radio Gnome: « On fait dans la composition spontanée. »
En 2008-2009 il travaille avec Klimperei.
Le 12 juin 2014 Daevid Allen subit une opération chirurgicale pour retirer un kyste cancéreux de sa nuque. Le 5 février 2015, Allen explique dans une note que son cancer se développe toujours et qu'il s'est étendu désormais aux poumons. Il fait part également de son intention de ne plus subir "d'interminables opérations chirurgicales", son espérance de vie est, à cette date, évaluée à six mois,. Il meurt le 13 mars 2015. Quelques mois plus tard, le label Mega Dodo sort New Start du musicien Will Z., en hommage aux musiciens de Deià, avec la participation de Daevid Allen. Il s’agit du premier album posthume de Daevid Allen et de Carmeta Mansilla, chanteuse de Can am des puig, tous deux décédés peu de temps avant la sortie.
En 2015, est paru sur disque Charly Records, un coffret renfermant la trilogie Radio Gnome Invisible, soit les albums Flying Teapot (Radio Gnome Invisible - Pt.1), Angels Egg (Radio Gnome Invisible - Pt.2) (Yin), (Yang) Side Of The Fun Gods, You (Radio Gnome Invisible - Pt.3)  et finalement Est-Ce Que...? (Bonus Disc). Avec des inédits et des versions singles de pièces déjà connues, le tout en hommage au créateur Daevid Allen. This Box Set is dedicated to the memory and ongoing legacy of Daevid Allen.

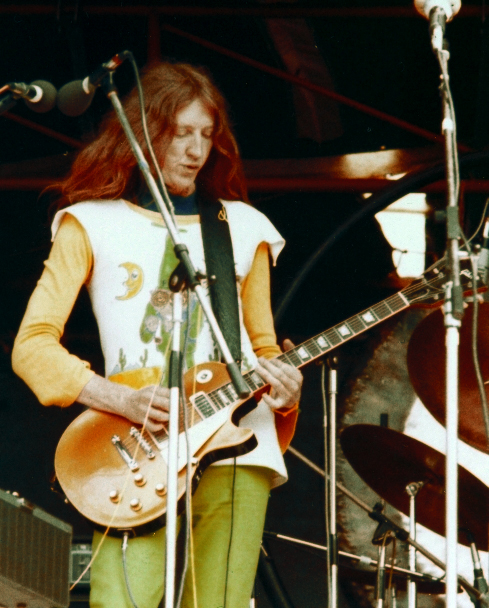
Daevid Allen à Hyde Park (Londres) le 29 juin 1974.

## Discographie

### Avec Soft Machine
- 1967 : Jet Propelled Photograph
- 1971 : At the beginning - Réédition de l'album Jet propelled Photograph dans la collection "Les génies du rock".

### Avec Gong
- 1970 : Magick Brother
- 1971 : Continental Circus
- 1971 : Obsolete (Dashiell Hedayat)
- 1971 : Glastonbury Fayre 1971 (paru en 2002)
- 1971 : Camembert Electrique
- 1973 : Flying Teapot
- 1973 : Angel's Egg
- 1973 : Live au Bataclan 1973 (paru en 1990)
- 1974 : You
- 1971-1974 : The Peel Sessions 1971/1974 (paru en 1995)
- 1974 : Live at Sheffield 74 (paru en 1990)
- 1975 : Live in Sherwood Forest '75 (paru en 2005)
- 1977 : Gong est mort, vive Gong
- 1977 : Live Etc.
- 1977 : Floating Anarchy Live 77
- 1979 : About Time (New York Gong)
- 1989 : Gong Maison
- 1990 : Live on TV 1990 (paru en 1993)
- 1991 : Live Floating Anarchy 1991 (paru en 1995)
- 1992 : Shapeshifter
- 1995 : 25th Birthday Party
- 2000 : Zero to Infinity
- 2000 : Live 2 Infinitea
- 2004 : Acid Motherhood
- 2006 : Acid Mothers Gong Live Tokyo
- 2009 : 2032
- 2014 : I See You
- 2015 : Radio Gnome Invisible Trilogy

### En solo
- 1971 : Bananamoon
- 1975 : Fred the Fish
- 1976 : Good Morning
- 1977 : Now is the happiest time of your life
- 1979 : N'existe pas!
- 1982 : Death of Rock and Other Entrances
- 1982 : Divided Alien Playbax 80
- 1982 : Ex/Don't Stop (w/David Tolley)
- 1983 : Alien in New York
- 1989 : The Owl and the Tree (Mother Gong)
- 1990 : Australia Aquaria
- 1990 : Stroking the Tail of the Bird (w/Gilli Smyth & Harry Williamson)
- 1991 : The Australian Years
- 1991 : The Seven Drones
- 1992 : Who's Afraid (w/Kramer)
- 1993 : 12 Selves
- 1993 : Je ne fum' pas des bananes (Avec The Bananamoon Band & Gong)
- 1995 : Dreamin' a Dream
- 1995 : Hit Men (w/Kramer)
- 1998 : 22 Meanings (w/Harry Williamson)
- 1998 : Eat Me Baby I'm a Jellybean
- 2001 : Nectans Glen (w/Russell Hibbs)
- 2001 : Sacred Geometry (w/Micro Cosmic)
- 2004 : BMO Vol 1: Studio Rehearsal Tapes 1977 (w/Euterpe)
- 2004 : BMO Vol 10: Melbourne Studio Tapes (w/Invisible Opera Company of Oz)
- 2004 : BMO Vol 2: Live in the UK (w/Brainville)
- 2004 : BMO Vol 3: Self Initiation
- 2004 : BMO Vol 4: Bards of Byron Bay (w/Russell Hibbs)
- 2004 : BMO Vol 5: Live in Chicago (w/University of Errors)
- 2004 : BMO Vol 6: Live @ the Knit NYC (w/Nicoletta Stephanz)
- 2004 : BMO Vol 8: Divided Alien Playbax Disk 1
- 2004 : BMO Vol 9: Divided Alien Playbax Disk 2
- 2004 : Gentle Genie
- 2004 : Live Spring '88: The Return
- 2004 : Makoto Mango (w/Guru & Zero)
- 2005 : Sacred Geometry II (w/Micro Cosmic)
- 2006 : Dævid Solo @ The Axiom Cheltenham 1998 - (2006 - Live Album)

## Filmographie
- 2015: Romantic Warriors III: Canterbury Tales (en) (DVD)